# Eurosong 2008 (Irland)
Der Eurosong fand am 23. Februar 2008 statt und war die irische Vorentscheidung zum Eurovision Song Contest 2008 in Belgrad. Die Show wurde von Ray d’Acry moderiert. Der Eurosong wurde aus Limerick übertragen.

## Teilnehmer
| Startnummer | Interpret         | Song                  | Platzierung |
| ----------- | ----------------- | --------------------- | ----------- |
| 01          | Donal Skehan      | Double-cross my heart | X           |
| 02          | Dustin the Turkey | Irlande, douze pointe | 1           |
| 03          | Maja Slatinšek    | Time to Rise          | X           |
| 04          | Leona Daly        | Not crazy after all   | X           |
| 05          | Liam Geddes       | Sometimes             | X           |
| 06          | Marc Roberts      | Chances               | X           |

## Abstimmung
Abgestimmt wurde per SMS- und per Televoting. Nach den Beiträgen gab auch eine Jury, darunter auch Dana, die den Eurovision Song Contest 1970 gewann. Die Jury hatte aber kein Stimmgewicht. 

## Eurovision
Dustin the Turkey erreichte beim 1. Semifinale des Contests Platz 15, konnte sich also nicht für das Finale qualifizieren.

## Anderes
- Marc Roberts vertrat Irland beim Eurovision Song Contest 1997. Er erreichte einen zweiten Platz.
- Auch die Slowenin Maja Slatinšek war bereits beim Eurovision Song Contest 2006 vertreten: Als Backgroundsängerin von Anžej Dežan.
- Dustin the Turkey galt auch schon im Vorfeld als Favorit.